# Approcci e metodi glottodidattici
Il termine "approccio", in glottodidattica, indica un insieme di tesi glottodidattiche che un glottodidatta seleziona in rapporto e coerenza con una serie di assiomi ricavati dalle scienze linguistiche (linguistica generale, linguistica acquisizionale, sociolinguistica, neurolinguistica), dalle scienze dell'educazione, dalla psicologia, dall'antropologia ecc., cioè "[d]all'esterno dell'universo epistemologico della glottodidattica". In altre parole, l'approccio "costituisce la filosofia di fondo di ogni proposta glottodidattica", in modo che da un determinato approccio possono derivare diversi metodi glottodidattici, i quali metodi rappresentano, dunque, l'applicazione pratica di quelle scelte teoriche.
Non esiste una tassonomia condivisa di approcci e metodi glottodidattici.

## Prime forme di approcci deduttivi
Retrospettivamente è stato definito "approccio formalistico" o "deduttivo" il più antico approccio glottodidattico.
All'approccio deduttivo corrisponde il cosiddetto "metodo grammaticale-traduttivo", le cui caratteristiche sono le seguenti:
- il docente impartisce la lezione in L1 e non è tenuto a saper parlare nella L2;
- la L2 viene usata poco;
- l'apprendimento concerne soprattutto aspetti morfosintattici;
- si affrontano precocemente testi classici della L2;
- le più tipiche attività sono il dettato, la lettura e la traduzione (dalla L2 alla L1 e talvolta dalla L1 alla L2).

Sulla base di questo metodo si sviluppa una conoscenza della L2 nella forma scritta, mentre si sviluppano poco le abilità produttive (in particolare quelle orali: monologo e dialogo). Il ruolo del docente è quello di illustrare lessico e grammatica della L2 (tramite regole ed eccezioni), mentre il percorso di appropriazione vero e proprio da parte dello studente è lasciato alle scelte individuali di quest'ultimo.
Il corso di validità di questo approccio è stato individuato in tre secoli, fino alla reazione di nuovi approcci induttivi sorti a cavallo tra Ottocento e Novecento.
Secondo altre ricostruzioni, è soprattutto nel Settecento che si definisce un approccio formalistico, quando la lingua latina perde il suo status di lingua franca e resta nei curricoli come lingua morta su cui esercitare le proprie facoltà intellettive. In questa forma cristallizzata, la lingua assume la forma di una raccolta di regole ed eccezioni. La didattica della lingua latina, così formata, finirà per influenzare profondamente quella delle lingue straniere: l'approccio formalistico è sopravvissuto, certo non indiscusso, almeno fino alla fine del XX secolo.
Con l'apparizione di nuovi approcci e metodi, il tradizionale approccio deduttivo è stato sistematicamente rifiutato, ma esso è sopravvissuto nell'uso (ad esempio nell'insegnamento delle lingue classiche, il greco e il latino). La stessa apparizione del concetto di "competenza comunicativa" negli anni settanta del Novecento non ha del resto eliminato l'importanza che ha la memorizzazione di grammatica e lessico della L2, anche se si è approfondita la riflessione sulle regole, sull'induzione, la fissazione e il riutilizzo delle stesse, nonché sulla natura delle stesse regole e dell'errore (non più visto come momento patologico dell'apprendimento).
Tipiche tecniche glottodidattiche dell'approccio deduttivo sono:
- esercizi di memorizzazione e comprensione delle regole;
- riflessione sulla L2 (tipicamente in L1);
- raffronto contrastivo tra regole della L2 e della L1;
- reperimento delle regole della L2 nei testi;
- dettato;
- traduzione scritta (da L2 a L1 e più raramente da L1 a L2);
- retroversione (traduzione in L1 di un passo tradotto in L2 ma originariamente in L1, per attività di confronto).

## Prime forme di approcci induttivi
Come detto, tra Ottocento e Novecento appaiono nuovi approcci, detti "naturali" (o "induttivi"), tra cui il più estremo è quello di Maximilian Berlitz (1852-1921), il fondatore della Berlitz.
Questi nuovi approcci si affermano in particolare a partire da un congresso di glottodidattica tenutosi a Vienna nel 1898, che vede imporsi i cosiddetti "modernisti", fautori di un'idea di lingua come "organismo vivo". Un altro congresso, tenutosi a Lipsia nel 1900, rimarca la preminenza delle abilità orali nell'apprendimento delle lingue straniere, ridimensionando il primato delle abilità di lettura e scrittura che dominavano negli approcci deduttivi. Queste nuove posizioni sono state raccolte nel termine cappello "metodo diretto".
Il metodo diretto si caratterizza come segue:
- è escluso l'uso della L1, che quindi l'insegnante non deve conoscere;
- le lezioni prendono spunti da testi dialogici di sapore informale;
- il docente ricorre alla mimica e alle figure per supportare l'insegnamento;
- l'approccio alla grammatica della L2 e alla cultura di riferimento è induttivo;
- l'approccio ai testi letterari è orientato ad una fruizione piacevole e i testi non vengono sottoposti ad analisi grammaticale;
- il docente deve essere madrelingua o avere una competenza della L2 paragonabile a quella di un madrelingua.

Nel complesso, nel metodo diretto le sequenze di apprendimento sono scarsamente strutturate e non adeguatamente graduate. A fronte di questi elementi critici, al metodo diretto viene riconosciuta la capacità di guardare alla lingua come ad un insieme organico, senza i limiti e le astrazioni del metodo grammaticale-traduttivo.

## Accessibilità della L2 negli approcci deduttivi e induttivi
A distinguere principalmente l'approccio deduttivo da quello induttivo era la considerazione della accessibilità della lingua. Il primo approccio, infatti, considera l'apprendimento di una lingua non materna come il prodotto dell'acquisizione di una competenza grammaticale: a partire dalla regola vengono tratti, per deduzione, gli usi corretti. I metodi che seguono l'approccio naturale obbediscono invece al presupposto che la lingua venga inizialmente colta come un oggetto unico e che le regole possano meglio essere desunte per induzione.

## L'approccio strutturalistico

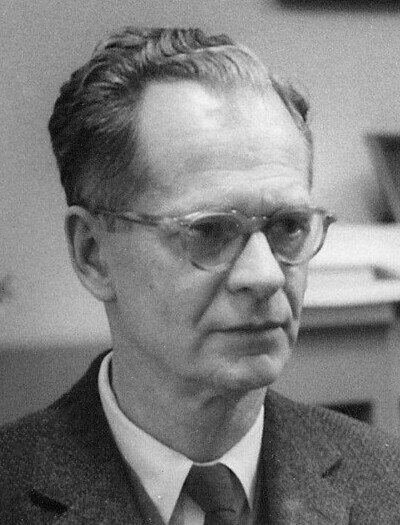
B.F. Skinner

Una didattica di ispirazione "meccanicistica" era già stata adottata all'inizio degli anni quaranta, durante la Seconda guerra mondiale, per velocizzare l'apprendimento delle lingue straniere da parte dei militari statunitensi in partenza per l'Europa, nel contesto dell'ASTP (Army Specialized Training Program), un programma di formazione intensiva istituito nel 1942 dalla United States Army che coinvolse, a partire dal 1943, cinquantacinque università statunitensi. Scopo di questo programma, per quel che riguardava l'apprendimento delle lingue, era quello di fornire agli studenti la capacità di sviluppare rapidamente abilità di dialogo in diverse lingue. Si rese così necessario sviluppare un nuovo sistema di apprendimento e a questo scopo fu fondamentale l'apporto del linguista Leonard Bloomfield (1887-1949), professore a Yale, il quale aveva di recente sviluppato (in Outline Guide for the Practical Study of Foreign Languages, 1942) un metodo (detto informant method), teso ad agevolare il lavoro dei linguisti impegnati a studiare le lingue dei nativi americani. Tale metodo consisteva nell'utilizzare un informant ("informatore"), cioè un nativo, il quale doveva fornire un repertorio di frasi e di lessico, sotto la supervisione di un linguista, che conduceva le lezioni.
È negli anni cinquanta e sessanta del Novecento che si afferma un "approccio strutturalistico": a tale approccio corrisponde il cosiddetto "metodo audio-orale", un termine cappello che include diverse varianti (genericamente associabili all'approccio induttivo). Del 1957 è Verbal Behavior, di Burrhus Frederic Skinner, opera fondamentale del neocomportamentismo statunitense: per Skinner, l'apprendimento si basa sull'esposizione intensiva ad una serie di stimoli, cui seguono le risposte da parte del discente. Tali risposte vengono confermate o invalidate attraverso un "rinforzo" (positivo o negativo). Sulla tabula rasa del discente vengono sollecitati degli automatismi inconsci, degli "abiti mentali".
Il comportamentismo è "la prima teoria dell'apprendimento a cui la didattica delle lingue fa esplicito riferimento" e viene introdotta in ambito linguistico da Bloomfield. È dunque solo con l'approccio strutturalistico che la glottodidattica, dall'essere un mero ricettario di espedienti per insegnare una lingua, passa a basarsi su una definita teoria dell'apprendimento, cercando così di profilarsi come disciplina scientifica.

## Il metodo cognitivo

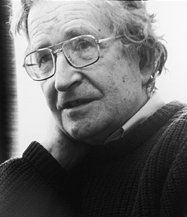
Noam Chomsky

Degli anni cinquanta sono gli interventi del filosofo statunitense Noam Chomsky (nato nel 1928) e la sua linguistica generativo-trasformazionale. Particolarmente influente risulterà una recensione di Verbal Behavior che Chomsky scrisse nel 1959: tale recensione darà luogo a un trentennale dibattito tra strutturalisti e cognitivisti. Sulla base degli approcci generativo-trasformazionali si fonda il "metodo cognitivo" (anche se alcuni storici della glottodidattica collocano il metodo cognitivo nell'orizzonte dell'approccio deduttivo, in quanto la competenza di una lingua viene intesa innanzitutto come competenza di regole, da acquisire prima dell'esecuzione vera e propria). Va anche detto che le idee di Chomsky non sono risultate particolarmente influenti sull'evoluzione della glottodidattica. Ciò perché "si tratta di una teoria del «prodotto» e non del «processo» di apprendimento".

## Il metodo Paderborn
Il metodo Paderborn è un metodo per l'insegnamento delle lingue straniere. Prevede l'apprendimento di una lingua semplice (nella fattispecie l'esperanto), propedeutica all'apprendimento di una lingua straniera in generale, per poi passare allo studio della lingua straniera più difficile. Per entrambe le lingue insegnate si può usare un qualsiasi metodo didattico, anche tradizionale.

## L'approccio naturale
All'inizio degli anni sessanta si sono sviluppati negli Stati Uniti dei metodi che fanno capo all'approccio naturale o "umanistico-affettivo", a cui viene fatto corrispondere un approccio detto "psicoaffettivo e psicomotorio". Una prima manifestazione di questo approccio viene individuato all'inizio del Novecento nella pedagogia steineriana, mentre dalla metà del Novecento è di fondamentale importanza la scienza dell'acquisizione delle lingue straniere, che include le ipotesi di Stephen Krashen. Questo corpus di conoscenze scientifico ha portato alla nascita della didattica acquisizionale.
Tale approccio si basa su scienze psicologiche, psicoanalitiche e pedagogiche con un movimento di rinnovamento dell'insegnante-apprendente delle lingue in quanto diventa un facilitatore. Il discente si trova al centro del processo d'apprendimento, ha la possibilità di ricevere insegnamenti personalizzati, diventa un soggetto attivo invece che un soggetto passivo e meramente recettivo e il syllabus non è rigido e inflessibile. Inoltre, tali metodi si basano non sullo studio verticale delle regole grammaticali, ma sulla fornitura di input comprensibile ai discenti.

### Natural Approach
Il Natural Approach è stato inventato dal linguista Tracy Terrell nel 1977 e ad esso vi ha contribuito Stephen Krashen. In questo metodo, il docente per gran parte della lezione fornisce input reso comprensibile ai discenti. Questi ultimi si limitano ad ascoltare e vedere e possono intervenire solo come volontari, per cui il linguaggio si fa emergere gradualmente. Le correzioni sono indirette e si evita o dilaziona lo studio delle regole grammaticali. Una grande attenzione è data a tenere i livelli di ansia verso le lingue straniere a livelli gestibili.

### Total Physical Response (TPR)
Fu creato da James Asher nel 1979 e si basa su un apprendimento senso-motorio. L'insegnante impartisce degli ordini (imperativi come "alzati", "apri", "chiudi") agli studenti. Questa metodologia si fonda:
- sul concetto di Language Acquisition Device (LAD) per cui la mente è biologicamente predisposta per l'acquisizione di qualsiasi lingua naturale. La L2 viene appresa come la L1;
- sulla lateralizzazione cerebrale, per cui primariamente il coinvolgimento cognitivo segue l'emisfero destro (irrazionale e creativo) e successivamente l'emisfero sinistro per l'acquisizione delle strutture analitiche e morfosintattiche;
- sull'attenuazione dello stress, per cui il discente acquisisce una nuova L2 in un contesto sereno e in un clima disteso, cui consegue un apprendimento spontaneo e naturale.

### Community Counseling
Fu creato da Charles Arthur Curran nel 1976. L'insegnante suggerisce i modi in cui impostare gli scambi linguistici come un consigliere, mentre il discente può prendere l'iniziativa didattica come fornire materiali o topic da affrontare durante le ore di lezione.

### Silent Way
Fu creato da Caleb Gattegno nel 1963. L'insegnante sta in silenzio per il 90% della lezione. Il discente si concentra sul brano, risolvendo i problemi linguistici e resta in silenzio. È una metodologia indirizzata agli adulti e ai bambini, in vista di incontri giornalieri.

### Suggestopedia
Fu creato da Georgi Lozanov nel 1970. Si basa su testi tradotti recitati in L1 e L2 e su un apprendimento orientato a un'atmosfera rilassata, in cui la suggestione è fornita da musica, colori ecc. Si elimina il filtro affettivo attraverso un ambiente disteso e privo di ansia o pressioni.

## L'approccio comunicativo
Dell'inizio degli anni settanta del Novecento è il cosiddetto "approccio comunicativo". Alla base di tale approccio sta il concetto di competenza comunicativa, definito da Dell Hymes (1927-2009) nel 1972. Il concetto di competenza comunicativa rinvia alla capacità di un apprendente di utilizzare la lingua in contesti e situazioni determinate, così coinvolgendo, in opposizione all'astrattezza degli approcci deduttivi, le dimensioni sociolinguistiche, pragmalinguistiche e interculturali della comunicazione. La competenza comunicativa è dunque intesa in contrapposizione alla competenza linguistica di Chomsky.
Degli anni sessanta del Novecento sono invece i contributi del linguista britannico John Langshaw Austin (con How To Do Things With Words, lezione all'Università di Harvard tenuta nel 1955 e pubblicata nel 1962) e del linguista statunitense John Rogers Searle (1969), i quali concepiscono la nozione di atto linguistico, inteso come atto comunicativo prodotto attraverso la lingua e dotato di una specifica intenzione comunicativa (illocuzione) ed uno specifico effetto sulla realtà (perlocuzione). I due autori rimarcano dunque l'importanza della dimensione pragmatica nella comunicazione verbale. La teoria degli atti linguistici è assai rilevante per gli sviluppi della glottodidattica contemporanea ed è a fondamento dei sillabi nozional-funzionali elaborati dagli anni settanta.
Altra teoria fondamentale per la nascita dell'approccio comunicativo è la Gestalttheorie. Mentre con l'approccio formalistico il discente era indotto a partire da singoli elementi per la costruzione di frasi grammaticali, il metodo comunicativo, coerentemente ai principi della Teoria della Gestalt, osserva la lingua in atto nella sua globalità, per poi analizzarne gli elementi.
Elementi di fondo della didattica comunicativa sono:
- attenzione all'uso della lingua (maggiore rilievo attribuito agli aspetti funzionali e alla competenza comunicativa rispetto alla competenza grammaticale);
- la lingua oggetto è proposta in testi autentici, cioè tratti da monologhi o dialoghi reali o il più possibile simili a quelli che avvengono nella realtà: materiali tipici utilizzati nei corsi sono conversazioni reali, brani di trasmissioni radiofoniche o televisive, annunci, articoli di giornale;
- la progressione dei contenuti non è più lineare (sull'asse della maggiore complessità), ma ciclica: gli stessi elementi grammaticali diventano più volte oggetto di trattazione e secondo prospettive diverse;
- l'insegnamento è strutturato in unità didattiche e non più in lezioni, come nell'approccio formalistico;
- i bisogni linguistici dell'apprendente regolano la gradazione dell'apprendimento: gli allievi sono spinti a interagire con i pari durante il lavoro in classe, attraverso tecniche come la simulazione di conversazioni, le drammatizzazioni, i giochi di ruolo, le attività in coppia o di gruppo.
- ruolo del docente è quello del facilitatore e non più quello dell'interprete universale e onnipresente del metodo.

Vari metodi sono ascrivibili all'approccio comunicativo: il Project work di N. S. Prabhu (Second language pedagogy, Oxford University Press, 1987), la Strategic Interaction di Robert J. Di Pietro (Strategic Interaction. Learning Languages through Scenarios, Cambridge University Press, 1987), la Intercultural Competence di S. Bachmann, il Lexical Approach di Dave Willis (The Lexical Syllabus. A New Approach to Language Teaching, Collins, 1990) e Michael Lewis (Implementing the Lexical Approach: Putting a Theory into Practice, Language Teaching Publications, 1997).